# Атлетика на Летњим олимпијским играма 1896 — троскок за мушкарце
Такмичење у дисциплини троскок за мушкарце, на Олимпијским играма 1896. одржано је 6. априла на стадиону Панатинаико. За такмичење се пријавило 7 такмичара из 5 земаља. Ово је било прво такмичење на 1. Олимпијским играма, тако да је победник Џејмс Брендан Коноли први освајач медаље на Олимпијским играма новог доба. 

## Земље учеснице
- Француска (1)
- Немачко царство (2)
- Грчка (2)
- Мађарска (1)
- САД (1)

## Рекорди пре почетка такмичења
| Најбољи резултат на свету | 14:78                          | Едвард Блос                    | САД                            |                                | 1895.                          |
| Олимпијски рекорд         | први пут на олимпијским играма | први пут на олимпијским играма | први пут на олимпијским играма | први пут на олимпијским играма | први пут на олимпијским играма |

## Освајачи медаља
| Џејмс Брендан Коноли САД | Александар Туфери Француска | Јоанис Персакис Грчка |

## Резултати
6. април
| Пласман | Такмичар             | Држава          | Резултат |
|         | Џејмс Брендан Коноли | САД             | 13,71 ОР |
|         | Александар Туфери    | Француска       | 12,70    |
|         | Јоанис Персакис      | Грчка           | 12,52    |
| 4.      | Алајош Сокољ         | Мађарска        | 11,26    |
| 5.      | Карл Шуман           | Немачко царство | непознат |
| 6-7.    | Фриц Хофман          | Немачко царство | непознат |
| 6-7.    | Khristos Zoumis      | Грчка           | непознат |